# Đến hẹn lại lên
Đến hẹn lại lên là một bộ phim điện ảnh Việt Nam công chiếu vào năm 1974, được đạo diễn bởi Nghệ sĩ nhân dân Trần Vũ và sản xuất bởi Xưởng phim truyện Việt Nam. Bối cảnh chính của phim là làng quan họ xứ Bắc Ninh trước năm 1945. Nhân vật chính trong phim là Nết - một liền chị.
Tại Liên hoan phim Việt Nam lần thứ 3 (năm 1975), phim đã giành được giải Bông sen Vàng cho phim truyện nhựa nhất. Diên viên Như Quỳnh đăng quang với giải Bông Sen Vàng cho nữ diễn viên xuất sắc nhất. Hai giải đạo diễn và quay phim được trao cho Trần Vũ và Nguyễn Đăng Bảy. Một năm sau, Đến hẹn lại lên vinh dự được nhận Giải thưởng chính tại Liên hoan phim quốc tế Karlovy Vary năm 1976.
Phim được chương trình Cine 7 - Ký ức phim Việt lựa chọn.

## Nội dung
Phim mở đầu bằng cảnh hai nhân vật chính của phim là Nết và An gặp nhau tại một vùng chiến đấu ở Trường Sơn trong kháng chiến chống Mỹ cứu nước. Từ bối cảnh đó, họ hồi tưởng lại ký ức ngày xưa - những mùa giao duyên quan họ nơi làng quê Kinh Bắc.
Từ đây, mạch phim bắt đầu chuyển về trước đó 20 năm, Nết và Chi gặp nhau lần đầu trong một ngày hội Lim khi cả hai cùng theo các liền anh, liền chị đi trẩy hội. Thương rồi cảm mến nhau nhưng vì quá nghèo họ không thể nên duyên vợ chồng. Chiếc xà tích vốn là vật gia truyền của mẹ được Chi trao cho Nết như một món vật đính ước.
Thế nhưng, trong ngày hội ấy, Bình - gã trai con nhà trọc phú, anh trai của An đã tìm cách chiếm đoạt cô gái quan họ xinh đẹp. Hắn bày mưu tính kế với bà chị Tư Nhung, vu khống cho Chi làm cộng sản và anh bị bắt giải đi nơi khác. Mặt khác, Tư Nhung còn lợi dụng sự cả tin của ông cậu ruột Nết đẩy cô vào thế đường cùng, bắt phải kết hôn với Bình.
Ngày Nết về nhà chồng cũng là ngày mẹ cô qua đời. Quá đau đớn, nhưng cô đã không thể vượt qua hoàn cảnh bi đát này. Nết theo cách mạng, cuộc đời cô sang một trang cuộc đời mới. Cô đã cùng nhân dân giành chính quyền, lật đổ gia đình Bình. Nết và Chi được đoàn tụ bên nhau trong một kết thúc đẹp.

## Diễn viên
- Như Quỳnh vai Nết[6]
- Vũ Tự Lẫm vai Chi
- Cao Khương vai Bình
- Vũ Thân vai An
- Nguyễn Thị Loan vai Nhung
- Minh Trâm vai mẹ Nết
- Kim Xuân vai Nết 20 năm sau
- Hoàng Mạnh Sinh vai ông chú Nết
- Nguyễn Ninh vai ông chú Bình
- Nguyễn Thị Ngải vai chị hai quan họ

## Quá trình sản xuất
Ý tưởng phim Đến hẹn lại lên được hình thành dưới dạng một bộ phim tài liệu và từng có kế hoạch cho đạo diễn Bắc Sơn thực hiện. Sau nhiều lần trao đổi ở các cấp có liên quan, phương án thực hiện dưới hình thức phim truyện được chấp nhận. Kịch bản được Bành Bảo và Vương Đan Hoàn chắp bút.
Một trong những cái khó của Đến hẹn lại lên là làm thế nào cho có cốt truyện, và cho dù nói về những "liền anh liền chị" dân ca quan họ Bắc Ninh thì bộ phim cũng vẫn không được biến thành "phim ca nhạc". Mặt khác, Đến hẹn lại lên đi theo hướng tình yêu trắc trở của các nhân vật chính phải được đặt trên nền bối cảnh xã hội Việt Nam trước Cách mạng tháng Tám 1945, khiến cho ý nghĩa của câu chuyện được mở rộng ra và có sức nặng hơn.

## Giải thưởng
| Năm  | Lễ trao giải                        | Hạng mục                    | Đề cử                            | Kết quả       | Nguồn |
| ---- | ----------------------------------- | --------------------------- | -------------------------------- | ------------- | ----- |
| 1975 | Liên hoan phim Việt Nam lần thứ 3   | Phim truyện điện ảnh        | Đến hẹn lại lên                  | Bông sen vàng | [ 7 ] |
| 1975 | Liên hoan phim Việt Nam lần thứ 3   | Đạo diễn xuất sắc           | Nghệ sĩ nhân dân Trần Vũ         | Đoạt giải     | [ 7 ] |
| 1975 | Liên hoan phim Việt Nam lần thứ 3   | Nữ diễn viên chính xuất sắc | Nghệ sĩ nhân dân Như Quỳnh       | Đoạt giải     | [ 7 ] |
| 1975 | Liên hoan phim Việt Nam lần thứ 3   | Quay phim xuất sắc          | Nghệ sĩ nhân dân Nguyễn Đăng Bảy | Đoạt giải     | [ 7 ] |
| 1976 | Liên hoan phim quốc tế Karlovy Vary | Giải thưởng chính           | Đến hẹn lại lên                  | Giải đặc biệt | [ 7 ] |